# Тарабош
Тарабош (алб. Taraboshi) је планина у сјеверозападној Албанији, западно од Скадра, изнад села Широка , Зогај и Валас. Налази се поред границе Албаније и Црне Горе.
Тарабош је југоисточни огранак планине Румије и пружа се паралелно са јужном обалом Скадарског језера. Врх Тарабоша (593 m) није највиша тачка овог огранка Румије, већ је то Мали и Голишит (651 m). Ипак, Тарабошем се назива цијели овај гребен. Назив је од ријечи тараба што значи и плот, ограда...
У Балканским ратовима 1912. и 1913. године, Тарабош је био поприште тешких борби црногорских и србијанских снага против Отоманског царства. У спомен на те борбе, Алекса Шантић је написао пјесму „Тарабош“.